# Tom Theuns
Tom Theuns is een Belgische zanger-gitarist-componist met wortels in de folk en speelt daarnaast ook banjo, sitar, mandoline,  en mandoloncello, een soort mandoline.

## Antwerpen
Zijn eerste groep was de oerformatie De Plakband. Daar speelde hij onder andere met David Bovée (gitaar), Wim Helsen (zang), Dries De Maeyer (bas), Wim De Wilde (toetsen - zie Noordkaap) en Mark Willems (drum - zie dEUS).
Hij oriënteerde zich al snel richting folk en wereldmuziek. Hij reisde over de wereld op zoek naar invloeden: in Bretagne ontdekte hij zo de DADGAD-gitaar stemming en hij studeerde sitar bij Batuk Nash Mishrab in India.
Bij Pierre Vandormael studeerde hij jazzgitaar (aan de Antwerpse Jazzstudio).
Even later zich stond hij mee aan de wieg van onder andere Think of One, waarmee hij het album Juggernaut opnam.

## Gent
In 1997 richtte hij de bekende Vlaamse folkgroep Ambrozijn op, die samen met Laïs zorgden voor een nieuwe Vlaamse folkrevival. Tom schreef de meeste liederen en de groep bracht zeven albums uit, behaalde verschillende prijzen en werd door het toonaangevende magazine fROOTS omschreven als "best west-european folkband".
In 2001 verving hij accordeonist Phillippe Hoessen bij Vera Coomans en bracht met haar in duo twee albums uit.

## Wallonië
In 2005 richtte hij samen met de Waalse violiste Aurélie Dorzée en percussionist Stephan Pougin het trio "Aurelia" op, dat een soort van avant-garde folk brengt, vermengd met jazz en wereldmuziek. Bij het luikse label Homerecords brachten ze vijf albums uit. Tegenwoordig concerteren Aurélie en Tom in duo. Ze toerden ook heel Frankrijk door met het muzikale sprookje Pipa Polo (300 voorstellingen).

## Concertschip
In 2007 kocht hij samen met Aurélie Dorzée het binnenschip de "Aurelia Feria"  van 40m waarin ze een concertzaaltje bouwden. Hiermee voeren ze de Belgische en Franse waterwegen af om talloze concerten te geven, tot in Parijs toe. Het isolement op het water inspireerde o.a. zijn soloalbum "Songs from the River".

## Nominaties
In 2021 kreeg hij samen met Aurélie de Flanders Folk Award voor beste live band.
De plaat "Festina Lente" werd genomineerd voor beste wereldmuziek plaat door Radio Klara.

## Discografie
met Ambrozijn
- Ambrozijn (Wild Boar Music, 1998)
- Naradie (Virgin, 2000)
- Kabonka (Wild Boar Music, 2002)
- De Hertog van Brunswyk, samen met Paul Rans (Eufoda, 2003)
- Botsjeribo (Kloef Music, 2004)
- Krakalin (Homerecords, 2006)
- 10 jaar and Strings (live) (Homerecords, 2007)

Met Auréle Dorzée (AKA Aurelia )
- Festina Lente (Homerecords)
- Hypnogol (Homerecords)
- The Hour of the Wolf (Homerecords)
- La Creation du Monde (Homerecords)
- L'art de Voler (Homerecords, 2015)[2]
- Elixir (Homerecords)
- The Seven Gardens (Homerecords)

Tom Theuns
- Songs from the River (Homerecords)
- In Between Trees - with Paul Russell (Homerecords)

Think of One
- Juggernaut

Soetkin Collier
- Nocturne (Homerecords)
- Reiseiland (Apple records)

Vera Coomans
- Something Within (Wild Boar Music)
- One night while Sleeping ((Wild Boar Music)

#### met Neeka
- beside the sea

#### met Eva Deroovere
- La Loba

met Laïs
- De Langste Nacht

#### met Wiet Van Der Leest
- Tatave
- Grijsland